# ليني فالير
ليني فالير (بالفرنسية: Lenny Vallier)‏ هو لاعب كرة قدم فرنسي في مركز الدفاع، ولد في 24 أبريل 1999 في فرنسا. لعب مع نادي باو.

## وصلات خارجية
- ليني فالير على موقع قاعدة بيانات كرة القدم.إي يو (الإنجليزية)
- ليني فالير على موقع Soccerway.com (الإنجليزية)